# Sergej Arakelov
Sergej Alikovič Arakelov (in russo Сергей Аликович Аракелов?; Krasnodar, 18 luglio 1957) è un ex sollevatore sovietico campione mondiale ed europeo che ha gareggiato nelle categorie dei pesi massimi primi (fino a 100 kg) e dei pesi massimi (fino a 110 kg).

## Carriera
Cominciò a sollevare pesi all'età di 13 anni e nel 1977 diventò campione mondiale juniores.
Nel 1978 fu inserito nella squadra nazionale senior di sollevamento pesi dell'U.R.S.S. Nello stesso anno vinse il titolo nazionale sovietico nella categoria dei pesi massimi primi e il titolo europeo ai Campionati europei di Havířov con 387,5 kg nel totale. Qualche mese dopo vinse la medaglia d'argento ai Campionati mondiali di Gettysburg con 390 kg nel totale.
L'anno seguente, dopo essere passato alla categoria superiore dei pesi massimi, conquistò la medaglia d'oro ai Campionati mondiali di Salonicco con 410 kg nel totale. Durante questa competizione, nonostante la sua vittoria, riportò un infortunio ad una spalla, i cui postumi gli impedirono di qualificarsi per le Olimpiadi di Mosca 1980.
Ripresosi dall'infortunio, nel 1982 vinse la medaglia d'oro ai Campionati mondiali ed europei di Lubiana con 427,5 kg nel totale.
Nel 1983 si infortunò nuovamente, ponendo fine alla sua carriera agonistica, durante la quale stabilì sei record mondiali, di cui quattro nella categoria dei pesi massimi primi (due nella prova di strappo, uno nella prova di slancio ed uno nel totale) e due nella categoria dei pesi massimi (uno nello strappo ed uno nello slancio).
Dopo aver lasciato l'attività agonistica si dedicò alle attività di allenatore di sollevamento pesi e di dirigente sportivo statale.